# Abtrichia antennata
Abtrichia antennata är en nattsländeart som beskrevs av Martin E. Mosely 1939. Abtrichia antennata ingår i släktet Abtrichia och familjen smånattsländor. Inga underarter finns listade i Catalogue of Life.